# Balthasar de Vincenz

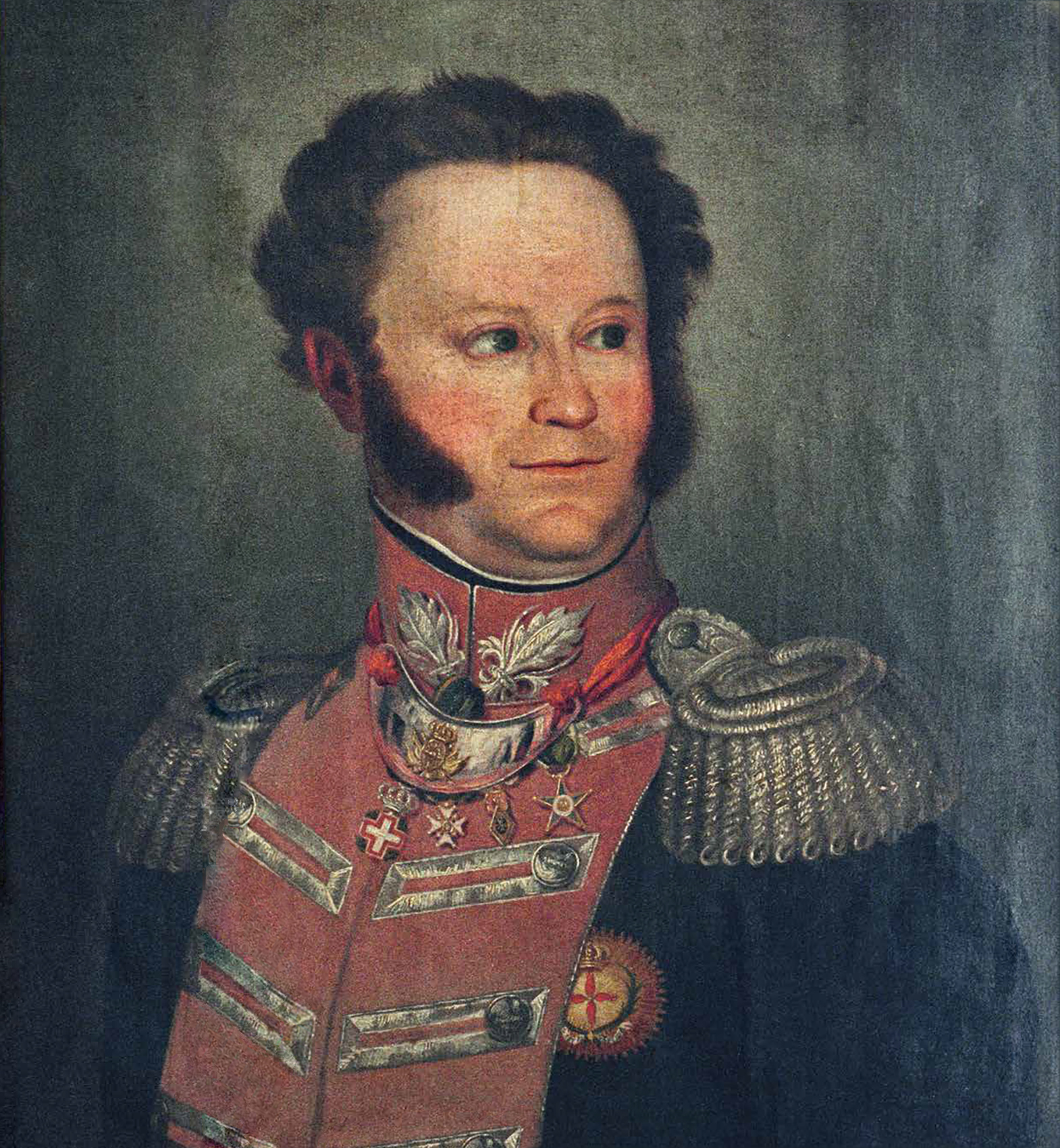
Balthasar de Vincenz, wahrscheinlich 1835

Balthasar Gioseph de Vincenz (* 26. Juni 1789 in Siat, Schweiz; † 14. April 1858 in Disentis) war ein surselvanischer Soldat in den Diensten Spaniens zur Zeit der Napoleonischen Kriege. Über 30 Jahre verbrachte er auf der Iberischen Halbinsel und erlangte den Dienstgrad eines Oberstleutnants. Nach seiner Rückkehr in die Heimat schrieb er über seine Aktivitäten das Meum Scret, von dem mehrere Abschriften angefertigt wurden und das seine Heimatsprache Rumantsch mit zahlreichen Ausdrücken aus dem Spanischen bereicherte.

## Leben und Familie
Balthasar de Vincenz’ Vater Mathias Antoni starb, als Balthasar erst sechs Jahre alt war. Der Vater hatte bei der französischen Armee gedient, zuletzt als Hauptmann. So wuchs der Sohn als jüngstes von sechs Kindern als Halbwaise bei seiner Mutter Maria Ursula, geb. Vincenz, auf. Eine Schulbildung wurde ihm wegen finanziellen und materiellen Mangels nicht zuteil. Lesen und Schreiben lernte er aber wohl in der Kirche, die er rege besuchte. Die Verbundenheit zu seiner Kirchengemeinde zeigt sich auch durch eine Schenkung von zwei Ölgemälden, die er bei einem Heimaturlaub 1816/1817 machte. In den Dorfkirchen St. Luzius von Siat und St. Zeno in Ladir sind sie noch heute zu sehen.: S. 13
Indizien sprechen dafür, dass Balthasar im Jahr 1800 zu seinem Bruder Geli nach Tarasp ging und dort im Regiment für ihn diente. Schon im jungen Alter konnte er dadurch Erfahrungen im Umfeld des Soldatenlebens machen. Belegt ist, dass er im Alter von 16 Jahren nach Spanien ging, um für fremde Feldherren zu kämpfen.: S. 13
Balthasar war einmal verlobt und dreimal verheiratet. Während eines Heimaturlaubs 1816, dem Jahr ohne Sommer, verlobte er sich mit Maria Elisabeth de Caprez, Tochter des Obersts Ludwig de Caprez. Die Reise zurück nach Spanien zu seiner Truppe musste er ohne sie antreten, weil Maria gesundheitlich zu schwach war, um die strapaziöse Fahrt durchzustehen; die Verlobung wurde gelöst. 1821 heiratete Balthasar die 15 Jahre jüngere Maria Nesa Camenisch aus Ladir. Aus dieser Ehe gingen die Söhne Emanuel und Felix hervor, doch  1827 starb Maria Nesa im Alter von 23 Jahren. Im Jahr darauf ging er die Ehe mit Maria Magdalena Huonder († 1854) aus Disentis ein, mit der er sieben Kinder bekam: Josefina, Christina, Carl, Franz, Carolina und Felix. Der Sohn Felix aus erster Ehe war inzwischen verstorben. Die jüngste Tochter Josefina bekam den Namen der Erstgeborenen, die im Kindesalter verstorben war. Balthasar überlebte auch seine zweite Ehefrau, und wahrscheinlich heiratete er ein drittes Mal, denn Dokumente aus dem Jahr 1890 zu Sold- und Pensionsgeldern nennen eine Frau Henriette von Vincenz, Witwe von B. G. de Vincenz als Bittstellerin.: S. 13–15

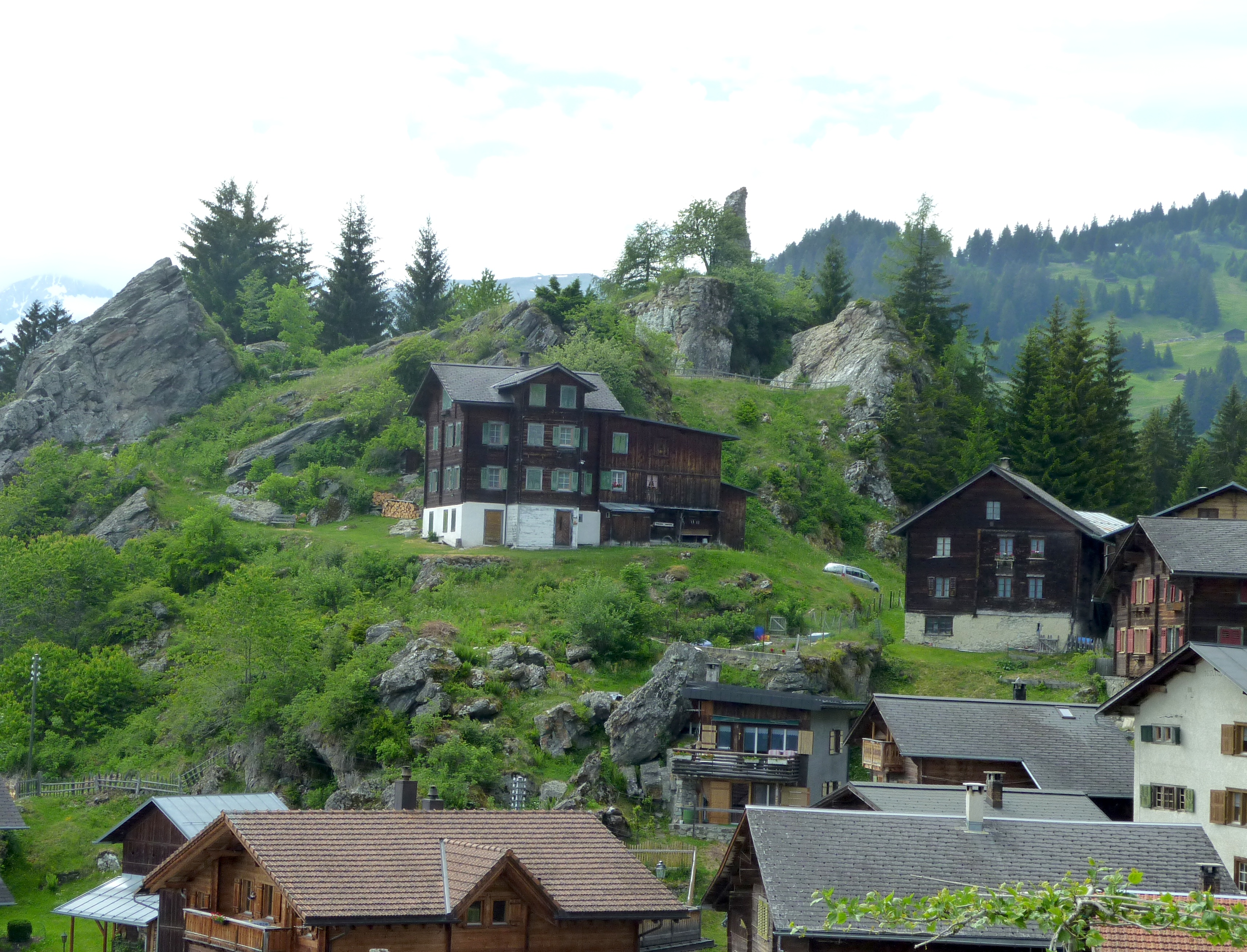
Siat, Burghügel 2011

1817 bekam Balthasar de Vincenz den Adelstitel Freiherr von Freyberg zugesprochen, der später an seine Nachkommenschaften überging. Dieser Titel, der nachweislich auch in Spanien anerkannt wurde, wie eine Urkunde aus dem Jahr 1820 belegt, fusst auf dem Geschlecht, dessen materielle Reste mit der Burg Friberg in Siat noch heute Bestand haben.: S. 15
Nach dem Ende seiner Dienstzeit liess Balthasar de Vincenz sich in Disentis nieder. Er war finanziell gesichert und konnte Projekte wie den Bau der Oberländerstrasse unterstützen, die der Allgemeinheit zugutekamen.: S. 15

## In Spanien

### Militärische Laufbahn

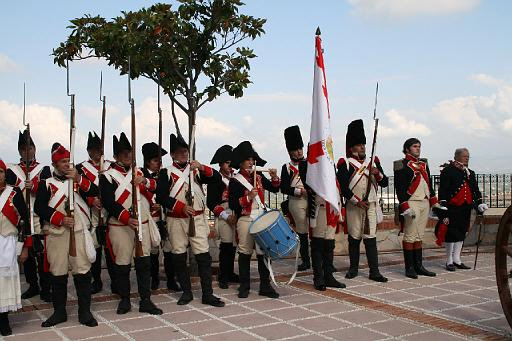
Schweizer Regiment Reding Nr. 3, Historische Freizeitgruppe in Málaga, 2008

Um der Armut in Graubünden zu entkommen, ging Balthasar de Vincenz 1805 mit gerade 16 Jahren über Luzern nach Spanien, um sich als Soldat zu verdingen. Dort stiess er in Cartagena als Distinguido zum 1743 aufgestellten Schweizer Regiment Nr. 5 unter Oberst Georg Traxler, für den er bereits bei seinem Bruder Geli gedient hatte. In diesem Regiment war für ihn jedoch kein Aufstieg möglich, sodass er mit Unterstützung von Traxler nach einem achtmonatigen Heimaturlaub mit Geli in Graubünden weitere Rekruten anwerben konnte. Durch diesen grossen, offenbar durch eine immense Motivation geförderten Erfolg machte Balthasar innerhalb der Truppe auf sich aufmerksam. Oberst Nazar von Reding, später Gouverneur von Mallorca, holte 1806 das vielversprechende Nachwuchstalent in sein erst 1793 aufgestelltes Schweizer Regiment Nr. 3. Es folgten vier Monate Kadettenzeit und dann die Beförderung zum Unterleutnant.: S. 20
Diese rasante Karriere ist umso bemerkenswerter, wenn man bedenkt, dass Balthasar keine Schulbildung genossen hatte und 1806 nur mit seiner Muttersprache, dem Rumantsch, die Reise in die Ferne antrat.: S. 73
In dem Rang als Unterleutnant wechselte Balthasar de Vincenz 1808 zum Infanterieregiment von Loja, wo er zum Oberleutnant befördert wurde und drei Jahre blieb. 1811 wurde er Hauptmann und wechselte zum Kavallerieregiment von Cantabria. Gut ein Jahr später wurde er von General Javier Castaños zum Hauptfeldwebel befördert und zum Husarenregiment beordert.: S. 20
| Regiment                                 | Aufstellungsjahr | Werbekreis                                    | Befehlshaber                               |
| ---------------------------------------- | ---------------- | --------------------------------------------- | ------------------------------------------ |
| Nο. 1                                    | 1734             | Solothurn Freiburg Aargau                     | 1804–1831 Luis de Wimpfen                  |
| Nο. 1                                    | 1734             | Solothurn Freiburg Aargau                     | 1831–1835 Agustin Cusa                     |
| Nο. 2                                    | 1742             | Luzern St. Gallen Thurgau                     | 1805–1808 Karl von Reding                  |
| Nο. 3                                    | 1743             | Schwyz Uri Tessin Graubünden Glarus Appenzell | 1788–1806 Theodor von Reding               |
| Nο. 3                                    | 1743             | Schwyz Uri Tessin Graubünden Glarus Appenzell | 1806–1809 Nazar von Reding                 |
| Nο. 3                                    | 1743             | Schwyz Uri Tessin Graubünden Glarus Appenzell | 1809–1818 Antonio Kayser                   |
| Nο. 3                                    | 1743             | Schwyz Uri Tessin Graubünden Glarus Appenzell | 1819–1827 Iuan Waltipuhl                   |
| Nο. 3                                    | 1743             | Schwyz Uri Tessin Graubünden Glarus Appenzell | 1827–1835 Ignaz Ulrich                     |
| Nο. 4                                    | 1743             | Schwyz Uri Tessin Graubünden Glarus Appenzell | 1897–1809 Domingo von Bettschart           |
| Nο. 4                                    | 1743             | Schwyz Uri Tessin Graubünden Glarus Appenzell | 1809–1810 Francisco Gil Zay                |
| Nο. 4                                    | 1743             | Schwyz Uri Tessin Graubünden Glarus Appenzell | 1810–1815, 1826–1835 Roman Hediger         |
| Nο. 4                                    | 1743             | Schwyz Uri Tessin Graubünden Glarus Appenzell | 1827–1835 Felix E. Christen                |
| Nο. 5                                    | 1793             | Unterwalden Luzern Rheinau                    | 1804–1810 Georg Traxler                    |
| Nο. 5                                    | 1793             | Unterwalden Luzern Rheinau                    | 1808–1810 Felix E. Christen                |
| Nο. 6                                    | 1796             | Wallis                                        | 1802–1805 Joseph-Hyacinthe-Elie de Courten |
| Nο. 6                                    | 1796             | Wallis                                        | 1806–1808 Charles de Preux                 |
| Fehlende Befehlshaber nicht nachweisbar. |                  |                                               |                                            |

Die Bedeutung der Schweizer Truppen in Spanien im Krieg gegen Napoleon darf nicht gering geschätzt werden. Mit dem Sieg in der Schlacht von Bailén im Juli 1808 bewiesen sie, dass der französische Oberbefehlshaber zu schlagen war. Dienstherr war in diesen Jahren König Ferdinand VII., der den Spanischen Unabhängigkeitskrieg gegen Napoleon anführte. 1809 war er an den Schlachten von Mora und Consuegra, an der Niederschlagung des Aufstands von Aranjuez und den Schlachten in Almonacid und Ocaña beteiligt, im Jahr darauf an der Schlacht von Villarcayo.: S. 18
1812 kam es unter General Luis de Lacy y Gautier zur ersten Auflösung der Schweizer Regimenter. Viele Soldaten blieben in Spanien oder kehrten dorthin wieder zurück, weil sie wegen ihrer Tüchtigkeit sehr beliebt waren. Sie erhielten teils hohe Auszeichnungen und Dienstgrade, nicht aber ihren noch ausstehenden Sold, weil Spanien durch die Kriege völlig verarmt war. Mit reduzierter Truppenstärke wurden drei Regimenter als Polizeicorps wieder aufgebaut, um gegen den Schmuggel und als Sanitätstruppe bei der Epidemie in Barcelona sowie auf den Balearen anzukämpfen.: S. 18
Versuche von Generalleutnant Ludwig von Wimpfen (Luis de Wimpfen), einer endgültigen Auflösung entgegenzuwirken, waren 1822 erfolglos. Zwei Jahre später, bei der französischen Invasion Spaniens durch den Duc d’Angoulême führten zu einer erneuten Truppenaufstellung in gleicher Formation wie vorher, die wiederum nur wenige Jahre, bis 1835, hielt. Nach 30 Jahren und 4 Monaten Dienstzeit unter spanischer Fahne kehrte Balthasar de Vincenz endgültig in die Schweiz zurück.: S. 18

### Kolonisationspläne
Nach den kräftezehrenden Kampfhandlungen seit 1808 beantragte Vincenz 1816 ein Jahr Heimaturlaub, der ihm sogar mit voller Lohnzahlung gewährt wurde.: S. 25 Albert Maag-Socin schreibt dazu in seinem Die Schweizerregimenter in spanische Diensten: „Die Regimenter führten seit der Beendigung des spanischen Erbfolgekrieges ein ziemlich gemächliches Leben.“
In Siat machte er als finanziell gut ausgestatteter Offizier auf die Einheimischen großen Eindruck. Die jungen Bündner Oberländer glaubten, jeder von ihnen könnte mit einer Militärlaufbahn in Spanien sein Glück finden wie Vincenz. Tatsächlich brachte er 1817 viele junge, kampfbereite Schweizer nach Spanien und er versuchte bei den Behörden, ein eigenes Bündnerisches Regiment aufzustellen, doch lehnten diese sein Ansinnen ab. Man solle die Rekruten in bestehende Regimenter einreihen. Die jungen Männer waren vom Hunger in ihrer Heimat gezeichnet und auch sonst wenig auf die ihnen bevorstehenden Aufgaben vorbereitet.: S. 26
Tatsächlich fanden nur wenige eine Aufnahme ins Militär. Viele hatten weiter mit Hunger sowie mit Wohnungs- und Arbeitssuche zu kämpfen. Auch Vincenz konnte ihnen wenig helfen, hatte er ihnen doch von einer allzu schnellen Abreise abgeraten. Immerhin fand er für seine Kolonisationspläne Gehör beim spanischen Botschafter der Schweiz, Pasqual de Vallejo, und bei Generalleutnant Ludwig von Wimpfen. Vincenz setzte Empfehlungsschreiben an verschiedene Institutionen auf und konsultierte die Wirtschaftlichen Vereinigungen von Freunden des Landes (Sociedades económicas de amigos del país), die vermehrt in der zweiten Hälfte des Jahrhunderts entstanden: S. 26, einige – vor allem in Andalusien – schon deutlich früher. Deren Ziel war es, neue Ideen und wissenschaftliche und technische Erkenntnisse der Aufklärung zu verbreiten, um eine gesellschaftliche Verbesserung herbeizuführen. Vorbild dieser Gesellschaften waren ähnliche Organisationen in Irland und der Schweiz.
Vincenz’ Bemühungen gipfelten in einem 18 Punkte umfassenden Plan, der den genauen Aufbau der Kolonie beschrieb. Schwerpunkt der Arbeit sollte die Landwirtschaft sein. Doch alle Unternehmungen waren vergeblich; der König lehnte sie ab, weil sie nicht finanzierbar wären. Die Not der Bündner ging indes weiter und Vincenz bat die Spanier um Spenden, weil es nicht das Verschulden der Einwanderer wäre, sondern die Hungersnot in der Heimat, die sie hierher getrieben habe. Es kam noch ein weiteres Problem hinzu: Die Bergbauern vertrugen die sommerliche Hitze nicht gut und viele waren auch nicht gewillt, in der Fremde ganz unten anzufangen, nachdem sie in der Schweiz einen funktionierenden Hof verlassen hatten. Ein neuer Plan, eine Handelsgesellschaft zu gründen, erreichte die Bündner nur noch vereinzelt, denn viele waren bereits auf dem Rückweg in ihre Heimat. Obwohl die hochfliegenden Pläne als gescheitert zu beurteilen waren, hatten sich doch einige Einwanderer gute Anstellungen verschaffen können und blieben.: S. 26–27 In Graubünden gab es viel Kritik an diesem Unternehmen. Pater Placidus a Spescha beispielsweise schrieb über den Ausgang:

„Die Spedizion, angeordnet von Herr Hauptman Vinzens von Sät nach Spanien ist gänzlich misslungen. Er war ein Praller und ein Schwätzer, der viele Familien und andere
besondere Personen dahin bewogen hatte und sie alsdann im Stich und Elend liess. Die mehrsten kehrten nach Hause zurück, einige nach Frankreich und mehrere stecken in Spanien elendiglich. Seine Mutter und Schwester verlegte er in ein Kloster; nun sollen sie aus Mangel des Gelds zur Bestreitung der Kost in ein sehr kleines Haus dort versetzt worden seyn“

### Die Bettelreise des Pater Ildefons Decurtins
| Quelle                                     | Taler |
| ------------------------------------------ | ----- |
| Seine königliche Majestät                  | 150   |
| Seine königliche Hoheit, Bruder des Königs | 100   |
| Der Kardinal von Borbón                    | 10    |
| Seine Exzellenz, der General Wimphen       | 8     |
| Der Abt von Valladolid                     | 5     |
| Gesamtbetrag                               | 273   |

Ein weiteres Vorhaben war ebenfalls nicht erfolgreich: die Bettelreise des Benediktinermönchs Ildefons Decurtins.: S. 27–28
Die Idee für diese Bettelreise kam während eines Besuchs Vincenz’ bei Fürstabt Anselm Huonder (1751–1826) am Vorabend des Placidusfestes auf. An diesem 10. Juli 1816 war er zu einem Abendessen in das Kloster eingeladen, das 1799 beim Durchzug französischer Truppen schwer beschädigt worden war und nach wie vor grossen Renovierungsbedarf hatte. Allerdings fehlte das Geld. Huonder fasste den Plan, Patre Ildefons mit den nötigen Papieren auszustatten und ihn nach Spanien zu schicken, um Spenden für den Wiederaufbau zu sammeln. Vincenz versuchte, Abt Anselm von diesem Unterfangen abzubringen, weil Spanien nach dem Unabhängigkeitskrieg in schlechter Verfassung wäre. Er bot an, zunächst allein zurück nach Spanien zu reisen und Erkundigungen einzuziehen, doch darauf wollte Anselm nicht warten. Nach dem Winter stattete Anselm Ildefons mit 16 Dublonen und einem kleinen Pferd im Wert von fünf Dublonen aus und die beiden Männer starteten am 18. März zusammen nach Spanien.
Obwohl Vincenz eigentlich zu seinem Regiment nach Salamanca musste, begleitete er Ildefons zunächst nach Madrid, wo dieser Unterkunft im Benediktinerkloster St. Martin fand. Eine „Bettelerlaubnis“ zu bekommen, war ein nahezu aussichtsloses Unterfangen, weil sie nur der König selbst ausstellen konnte, und tatsächlich waren die Bemühungen vergeblich. Die wenigen Einnahmen, die Ildefons während seiner Reise erzielte, beliefen sich auf 273 Taler. Zieht man die Kosten der Reise einschliesslich weiterer Auslagen davon ab, blieb kaum etwas übrig, das dem Klosterbau in Disentis zugutekam. Salomonisch bemerkte Vincenz in seiner Rechtfertigungsschrift Meum Scret, Ildefons’ Ritt nach Spanien könne als Bildungsreise aufgefasst werden.
Von 1820 bis 1833 war Pater Ildefons Kaplan in Segnas.

## Meum Scret
Die Handschrift Meum Scret ist die zu Lebzeiten angefertigte Niederschrift in rätoromanischer Sprache Balthasar de Vincenz’ als rückblickende Rechtfertigung seines Lebenswerks. Im Untertitel heisst es Speziesfacti ne proces verbal de las aventures de verzaconds Grischuns en Spangnia, also ein Tatbericht oder Protokoll der Abenteuer einiger Bündner in Spanien. Sie ist in der dritten Person verfasst und dürfte in den Jahren 1835 bis 1837 entstanden sein. Darin wird die Nähe zum Spanischen deutlich, die sich nicht durch geografische Berührung erklären liesse, sondern ausschliesslich durch die Biografie des Autors. Letztere hat Eingang gefunden in die wissenschaftliche, rätoromanische Sprachforschung und besitzt somit eine eigenständige Relevanz.: S. 5–6
Der Zweck dieses Schriftstückes dürfte vor allem darin bestanden haben darzulegen, warum beiden aufwendigen Vorhaben, die Versuche der Kolonisation wie auch die Bettelreise, kein Erfolg beschieden war. Ursin Lutz schreibt in seiner Monografie Das Meum Scret des Balthasar Gioseph de Vincenz (1789–1858): Die meisten Surselver und der Benediktiner Pater […] dürften wenig Gutes von ihrem Förderer erzählt haben. Jedenfalls sah sich Vincenz, wohl nach seiner definitiven Rückkehr 1835, genötigt, seine Sicht der Dinge darzulegen. Die offensichtlichen Erfolge, die er als Militarist vorzuweisen hatte und die mit verschiedenen Förderungen in seiner Heimat auch den Bündnern zugutekamen, stehen im krassen Gegensatz zu diesen beiden Vorhaben. Vincenz versucht in dieser Schrift, seinen Wohltätigkeitsgedanken zu manifestieren, wenn er in der Widmung schreibt: Questa ei ina ovreta screta cun nigina autra fin che per ilg bien de tuts nos chars patriots, also Dies ist ein Werklein, zu keinem anderen Zweck geschrieben als zum Wohle all unserer lieben Mitbürger.: S. 9
Dieser Text steht in der Tradition anderer profaner und religiöser Reiseberichte, die seit Anfang des 18. Jahrhunderts in sulavesischer Sprache vorliegen, so beispielsweise das Cudisch dil viadi a Jerusalem («Buch über die Jerusalemreise») des Pfarrers und späteren Abts von Disentis, Jacob Bundi oder auch Viadi che iau, Gion Casper Collenberg, vai faig il on 1765 en l’Isla de Fronscha («Reise, die ich, Gion Casper Collenberg, im Jahr 1765 auf die Île de France gemacht habe»). Die Brüder Collenberg waren geschäftlich viel in Lyon sowie Paris tätig und galten als grosszügige Wohltäter an religiöse Einrichtungen. Im Staatsarchiv Graubünden befinden sich 160 noch unveröffentlichte und bisher unerforschte Briefe der Königstochter Louise, für die sie verschiedene Geschäfte abgewickelt haben.: S. 7–8
Während vorgenannte und viele weitere bündnerische Reiseberichte vorwiegend autobiografische Züge vorweisen, versuchte Balthasar de Vincenz den auktorialen Standpunkt einzunehmen, um seinen Bericht möglichst objektiv erscheinen zu lassen. Sein Ruf sollte damit wiederhergestellt werden.: S. 29
Vincenz trat nicht als Verfasser in Erscheinung und war bemüht, seine Anonymität zu wahren. Schriftvergleiche bezeugen seine Urheberschaft; der Detailreichtum der Schilderungen lässt zudem keinen Zweifel zu. Es ist anzunehmen, dass Vincenz direkt nach seiner Rückkehr 1835 mit massiven Anwürfen konfrontiert gewesen sein dürfte. Eine sofortige Aufnahme seiner Schreibtätigkeit gilt als wahrscheinlich. Im hinteren Einbandspiegel ist zusammen mit seiner Lithografie die Jahreszahl 1837 eingeklebt, sodass der Abschluss der Arbeit auf dieses Jahr zu datieren ist. Inwieweit der Versuch, sich selbst zu rehabilitieren, geglückt ist, ist nicht bekannt.: S. 29
Die Handschrift Meum Scret befindet sich seit dem Jahr 2008 im Staatsarchiv Graubünden in Chur.: S. 32  Der Buchblock mit den Abmessungen 20,7 × 15,2 cm ist in Halbleder mit Lederecken gebunden, mit rotem Farbschnitt versehen und umfasst 171 nummerierte Seiten plus sechs Seiten Einleitung (unpaginiert). Vincenz verwendete Eisengallustinte auf Papier mit Rippen, Stegen und Wasserzeichen.: S. 29

## Archivalien
Staatsarchiv Graubünden: Privathandschriften deutsch / italienisch / lateinisch, Nachtrag, S. 256: Nachlass Balthasar Joseph de Vincenz (1789–1858) von Siat, Oberst in spanischen Diensten; Vincenz Varia
- Marcus Defuns: Die Familie von Vincenz mit besonderer Berücksichtigung der Disentiser Linie. 1990.
- Rudolf v. Hess-Castelberg: Erinnerungen der Familie Vincenz mit spezieller Berücksichtigung 1. der Linie der Reichsfreiherren von Vinc. zu Hohen Friedenberg, 2. der Linie des königl. spanischen Obristlieutnant Balthasar Joseph von Vincenz, Ritter. 1883.
- Biografia sur della veta de signur Capitani Emanuel de Vincenz-de Castelberg, Mustér.
- Genealogisches Vincenz, auch von Schlans und Trun.

- Lebensbeschreibung des Oberst Balthasar Joseph de Vincenz, ca. 1855, in romanischer Sprache; dazu moderne deutsche Uebersetzung (vervielfältigt).
- Remarcablas Anectodas de legier per curiositat. (Teilabschrift von B/N 1180/8)

- Obrist Vincens Freiherr v. Friberg, zeitgenössischer Druck.
- Marcus Defuns: Josef Balthasar de Vincenz, sias stentas e ses plans per colonisar Grischuns en Spagna. 1817, Sep. Igl Ischi, vol. 50/1964.
- Meum Scret. Speziesfacti ne Process Verbal de las Aventuras de Verzaconds Grischuns en Spagna. 1818 (Manuskript).
- Balthasar Joseph de Vincenz, persönliche Korrespondenz insbesondere aus seiner Dienstzeit, 1806–1842.
- Sammlung von 25 moralischen Geschichten in romanischer Sprache, geschrieben von Balthasar de Vincenz.
- Akten betr. Balthasar de Vincenz aus dem Archivio general militar Segovia (1813–1836; Fotokopien, Regesten).
- Testament von Balthasar Joseph de Vincenz, 1838, 1854.